# Cospicua
Cospicua (em maltês:  Bormla), também conhecida por Città Cospicua ou Civitas Cottonera, é uma cidade portuária duplamente fortificada na região sudeste de Malta. Junto com Birgu e Senglea, forma o conjunto de cidades fortificadas chamado de Three Cities (Três Cidades), localizada dentro de Grand Harbour, o porto natural localizado a leste da capital Valletta. Com uma população de 5.395 habitantes em março de 2014, é a mais povoada das Tre città.

## Etimologia
O nome maltês "Bormla" ou Burmula deriva de Bir Mula, que significa Poço do Senhor.

## História
Cospicua foi habitada desde os tempos neolíticos. Suas instalações marítimas começaram durante os tempos antigos em torno da era fenícia (c. 600 a.C.). Antes do século XVIII era conhecida como Bormla, um nome que ainda está em uso. Suas muralhas de fortificação, construídas para proteger a cidade e suas vizinhas Birgu e Senglea, foram construídas pela Ordem de Malta. A construção começou em 1638, mas não foi concluída por mais 70 anos. Em 1722, o Grão-Mestre Marc'Antonio Zondadari declarou Bormla uma cidade e, em vista de seus fortes baluartes, nomeou-a Città Cospicua (em tradução livre, Cidade Conspícua/Nobre).
Em 1776, a Ordem iniciou a construção de um estaleiro, que viria a desempenhar um papel vital no desenvolvimento da cidade. Durante o domínio britânico em Malta, a Marinha Real fez uso extensivo desse estaleiro, particularmente durante a Guerra da Criméia, a Primeira Guerra Mundial e, também, nos anos anteriores à Segunda Guerra Mundial. Cospicua, juntamente com o resto da área ao redor de Grand Harbour, foi fortemente bombardeada durante este último conflito, pois Malta estava sitiada pelas potências do Eixo, no chamado Cerco de Malta.
À medida que Malta se tornou um país independente, o estaleiro de Cospicua tornou-se frequentemente um ponto de discórdia entre o Sindicato Geral dos Trabalhadores (ao qual pertencia a maioria de seus funcionários) e os sucessivos governos do país. No início do século XXI, ele foi substancialmente reduzido sob o governo do Partido Nacionalista depois que se descobriu que o custo de operação do local era responsável por cerca de 25% de toda a dívida nacional maltesa. Estão em curso planos para a transformação de uma zona do estaleiro em centro comercial e turístico.
Cospicua também é conhecida como Belt l-Immakulata ou Cidade da Imaculada, referindo-se à Imaculada Conceição ou à Virgem Maria, padroeira da cidade. Anualmente, uma festa é realizada em 8 de Dezembro em reverência à santa.

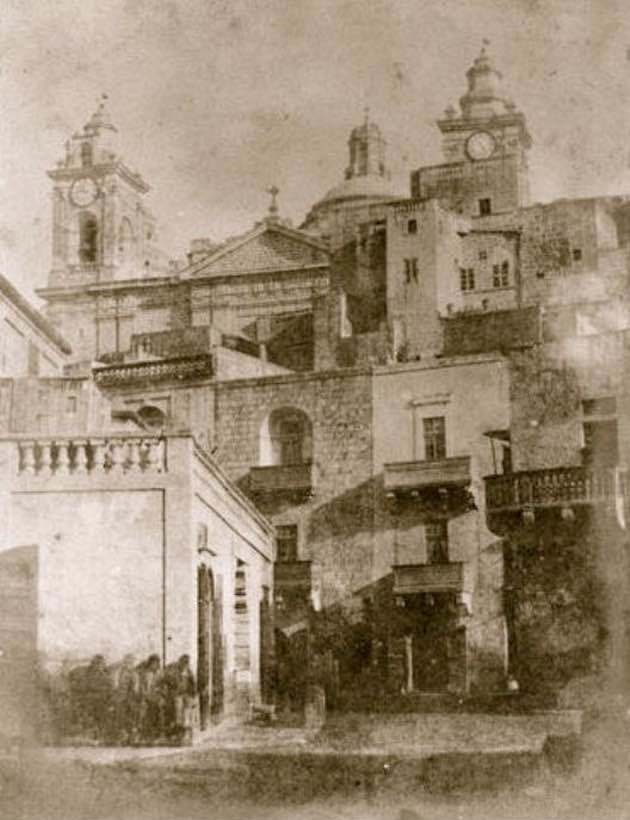
Cospicua em 1846. Calótipo por Calvert Jones
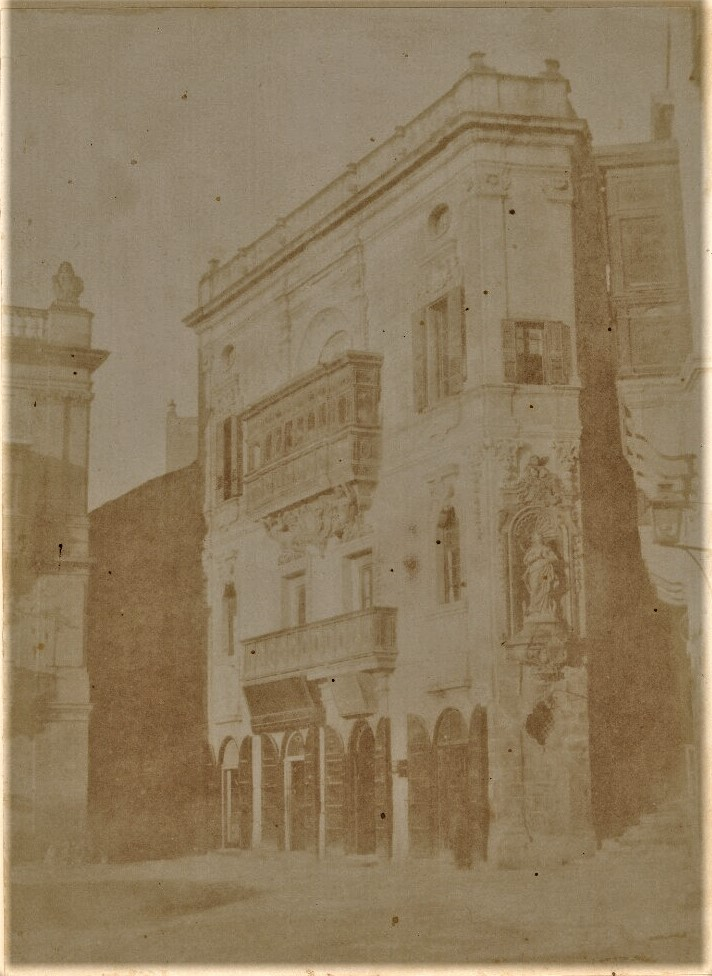
Outra imagem de Cospicua em 1846. Calótipo por Calvert Jones
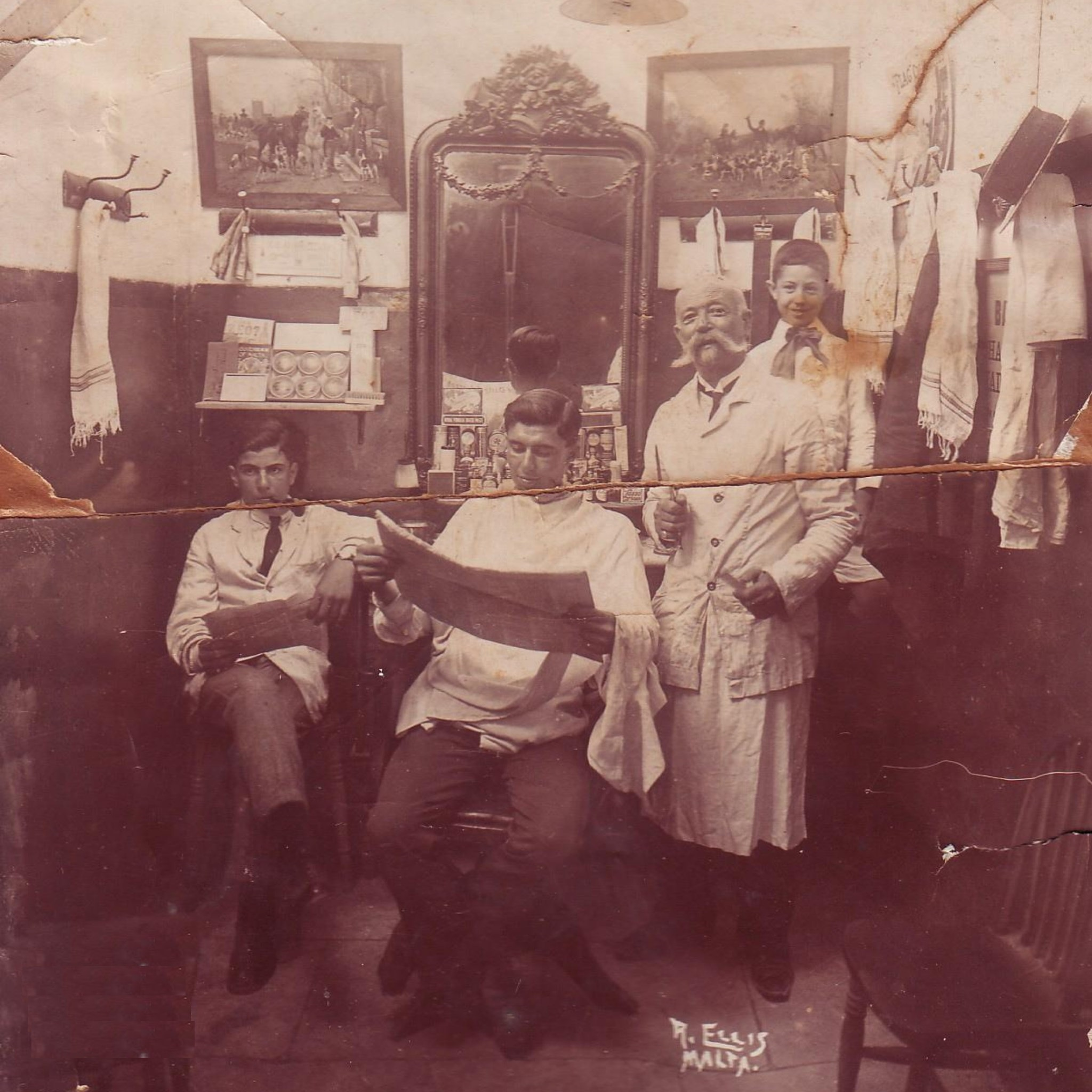
Barbearia Cannavò, na orla de Cospicua, década de 1910, por Richard Ellis
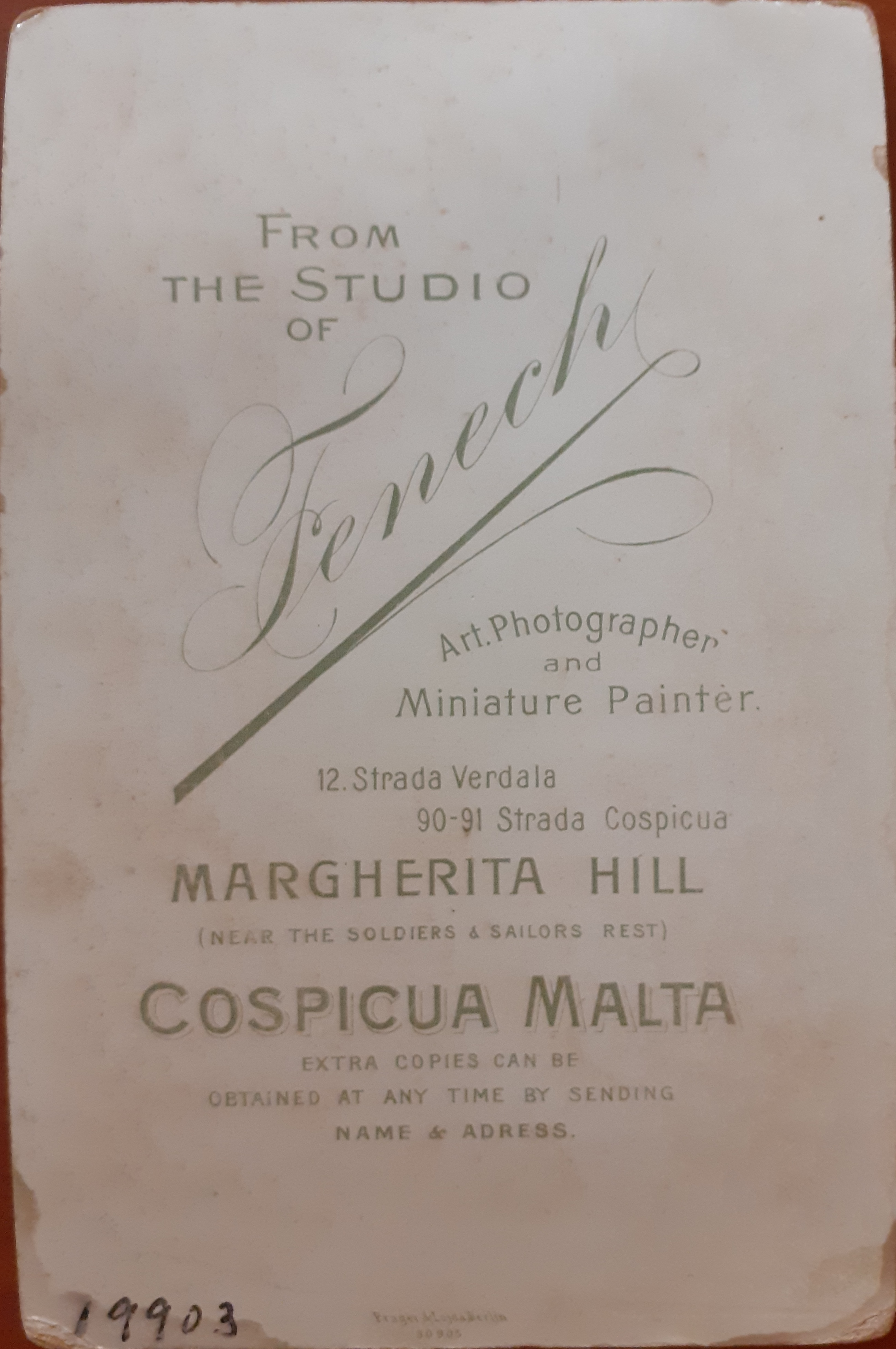
Anúncio do estúdio de fotografia Fenech, localizado em Cospicua no século XIX

## Cultura
Cospicua celebra sua festa anualmente em 8 de dezembro, em homenagem à Imaculada Conceição. A cidade também é conhecida por sua celebração da Sexta-feira Santa, iniciada no século XVIII, que tornou-se uma atração turística popular. Uma imagem da Ressurreição de Cristo é tradicionalmente transportada pelas ruas da cidade para simbolizar o triunfo de Jesus sobre a morte. Imagens menores também são exibidas pela cidade.
O povo de Cospicua começou o famoso e artístico primeiro Mejda tal-Appostli, que significa, literalmente, Mesa dos Apóstolos. Consiste em uma exibição que mostra os alimentos que foram consumidos durante a Última Ceia de Jesus e seus doze Apóstolos. Também é composto por diferentes histórias da Bíblia, feitas separadamente com arroz colorido e sal, em pratos.
O time de futebol de Cospicua é o St. George's Football Club, considerado o mais antigo da ilha. A documentação mostra que em 1885 já havia três equipes na cidade, que se fundiram em 1890, formando o clube atual . Cospicua também é famosa por seu time de remo, que conquistou 17 títulos no geral, perdendo apenas para a equipe da vizinha Senglea.

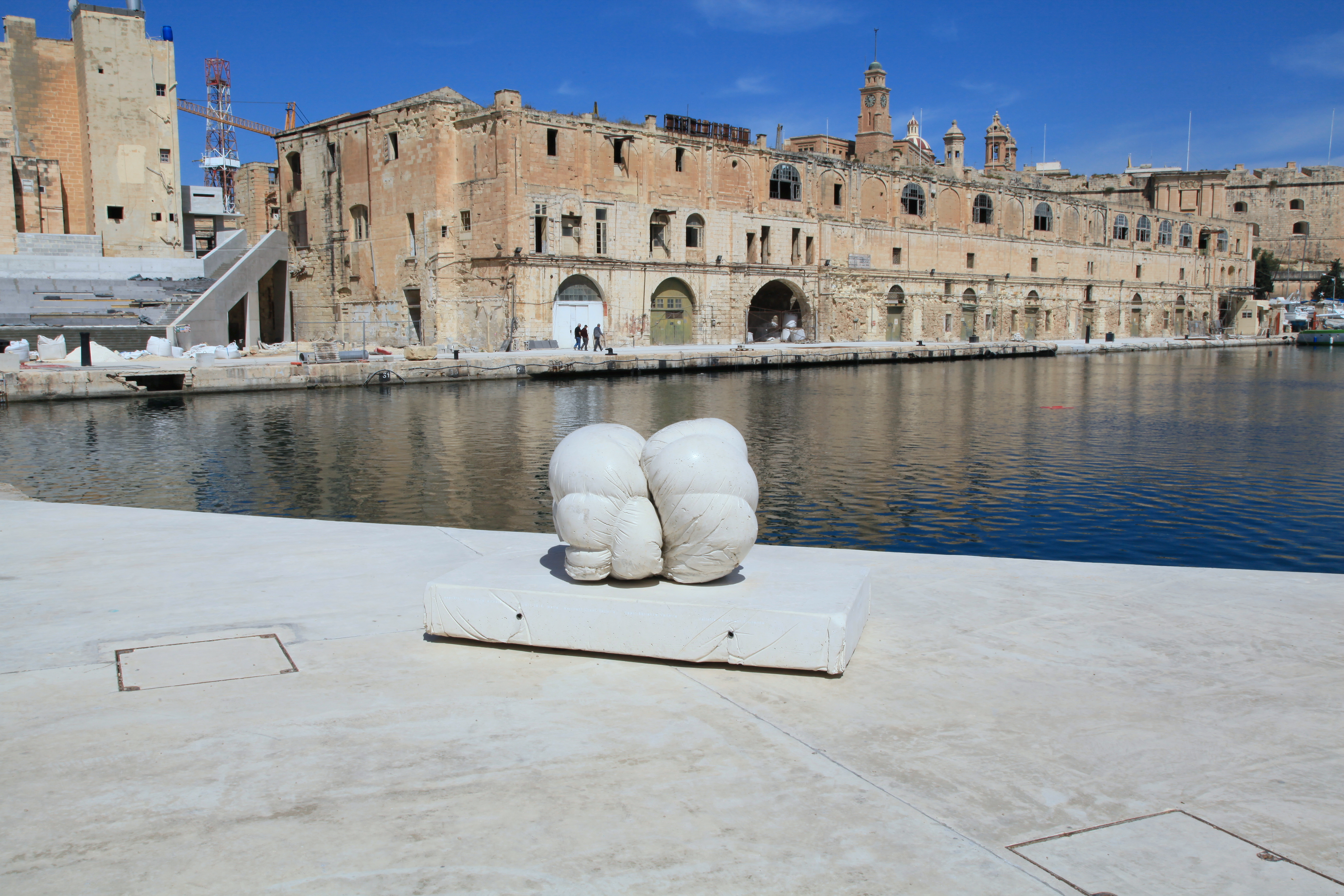
Edifícios das docas, construídos pela Ordem de São João e ampliados pelos colonizadores britânicos

## Arquitetura

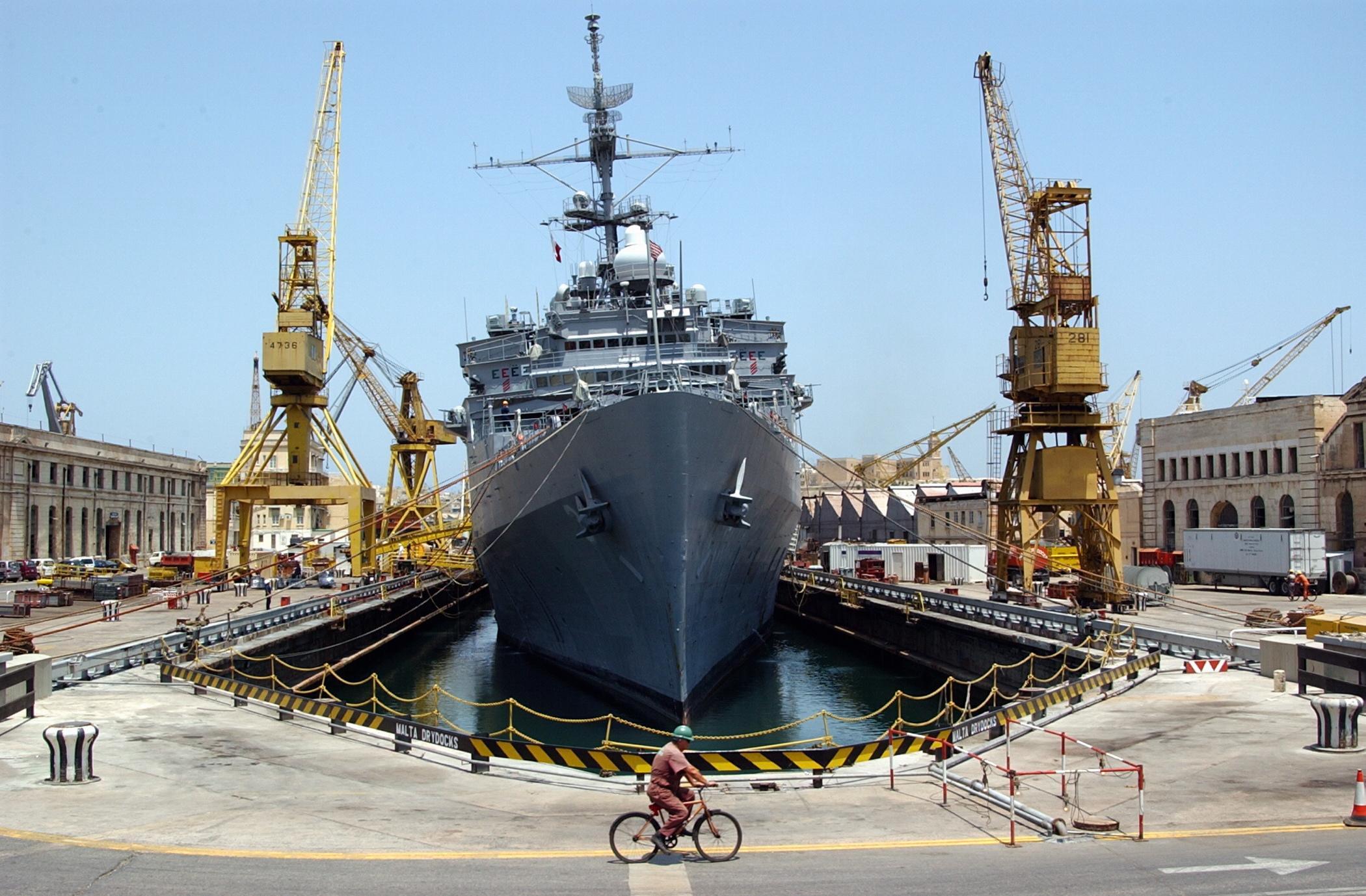
Trabalhador de um estaleiro passeia de bicicleta próximo ao USS La Salle, navio da Marinha dos Estados Unidos atracado em Cospicua.

As fortificações da cidade, nomeadamente as linhas de fortificação de Santa Margherita e Cottonera, encontram-se em grande parte intactas, embora necessitem de obras de restauro. O Portão de Santa Helena, também conhecido como Porta dei Mortari, é um portão barroco do século XVIII que faz parte da Linha Santa Margherita, sendo hoje uma importante atração turística. A área das docas também tem alguma arquitetura georgiana.
A Igreja Colegiada da Imaculada Conceição, a igreja de Santa Teresa e as capelas de São Paulo e Santa Margarida também são atrações. As festas e as celebrações da Sexta-feira Santa, Domingo de Páscoa e a festa da aldeia em 8 de Dezembro, também atraem turistas, assim como as imagens da Ressurreição de Cristo e da Imaculada Conceição.
Cospicua também possui um museu de antropologia, etnografia e história social e espaço cultural conhecido como Bir Mula Heritage. Uma instalação do século XVI construído pela Ordem de São João, conhecido simplesmente como The Lodge, também é usado para exposições e outros eventos. Adjacente ao local, há outro edifício do mesmo século que abriga uma estação de rádio comunitária chamada Kottoner 98FM.

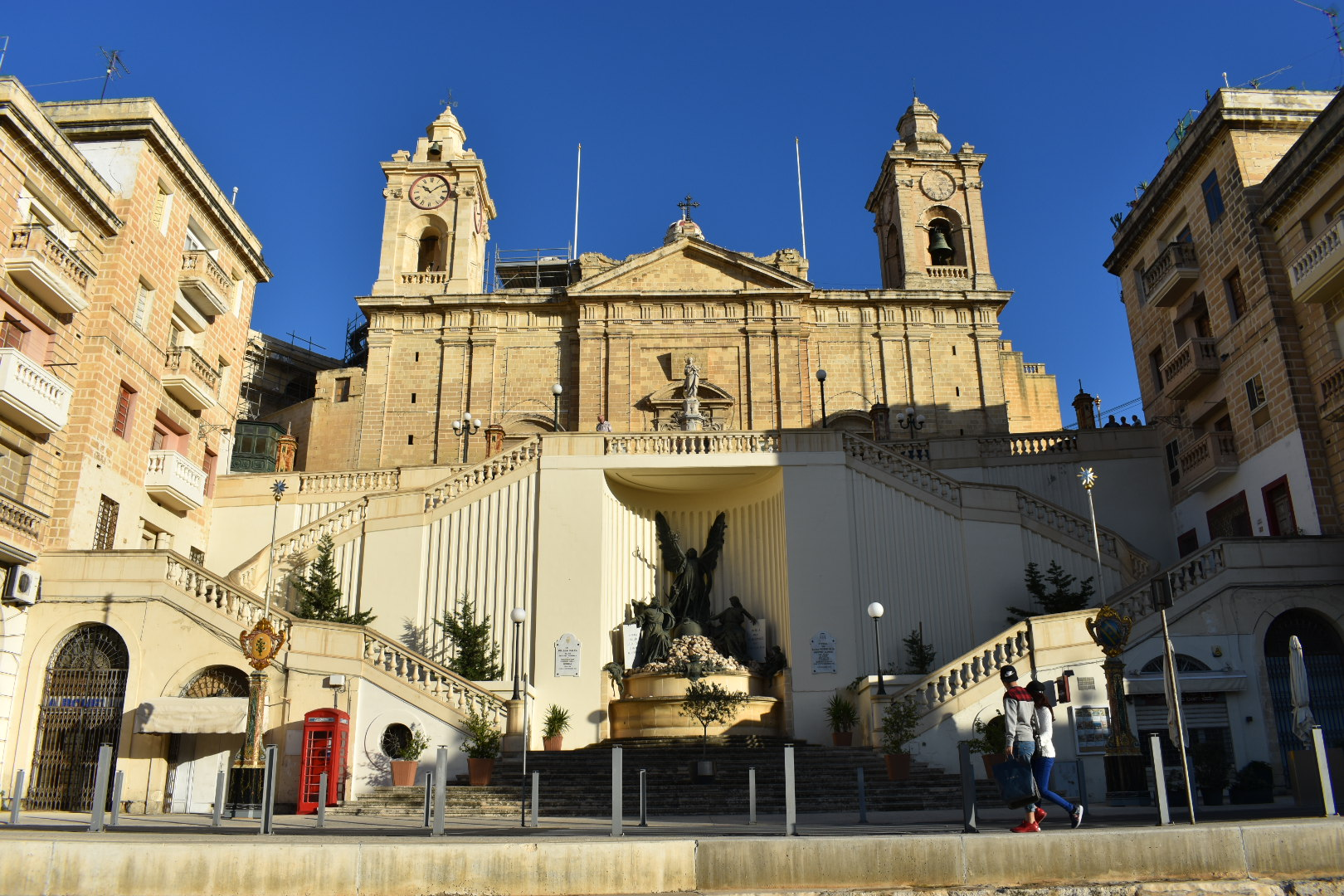
Igreja Colegiada da Imaculada Conceição
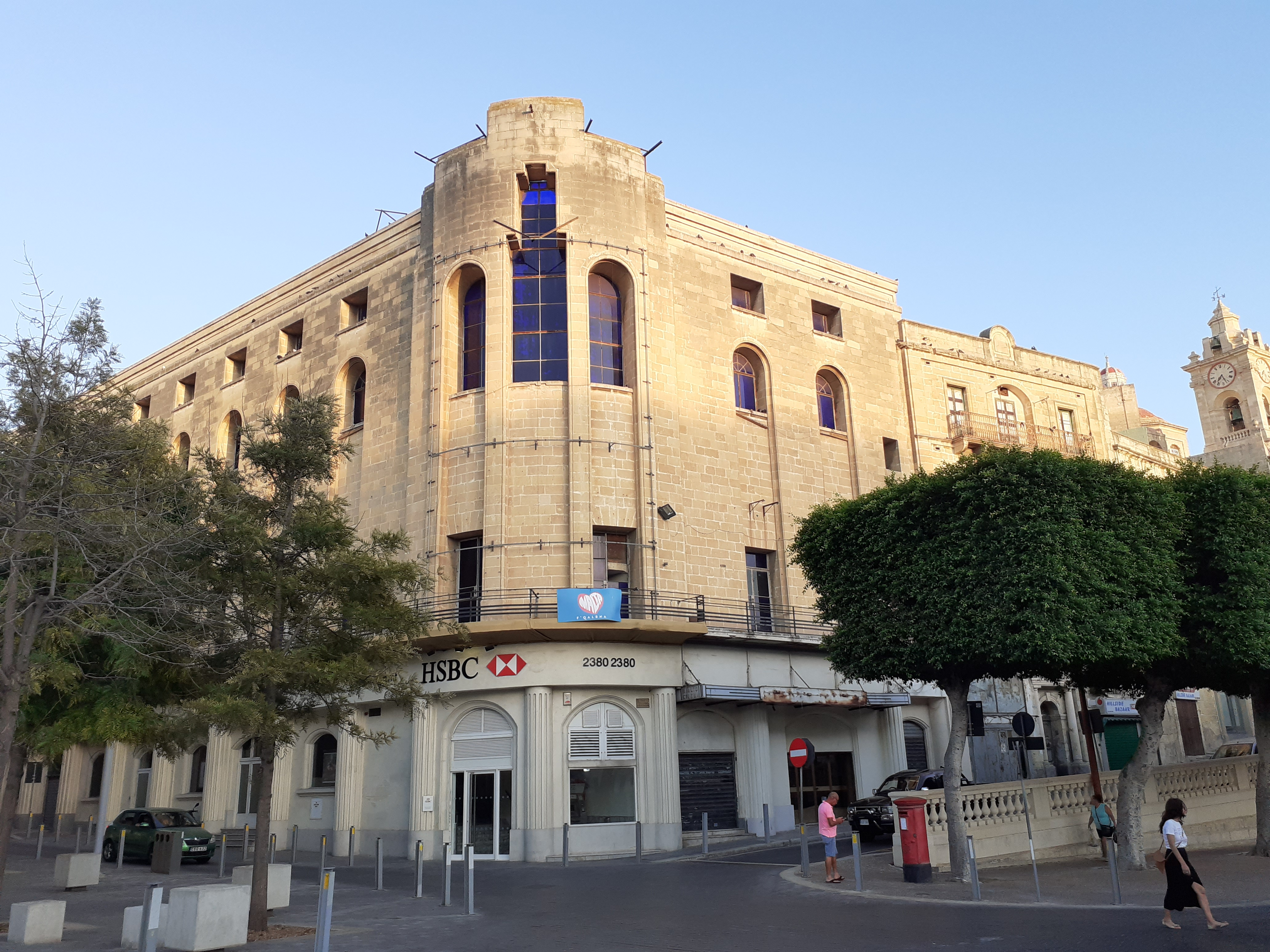
Antigo Cinema Rialto
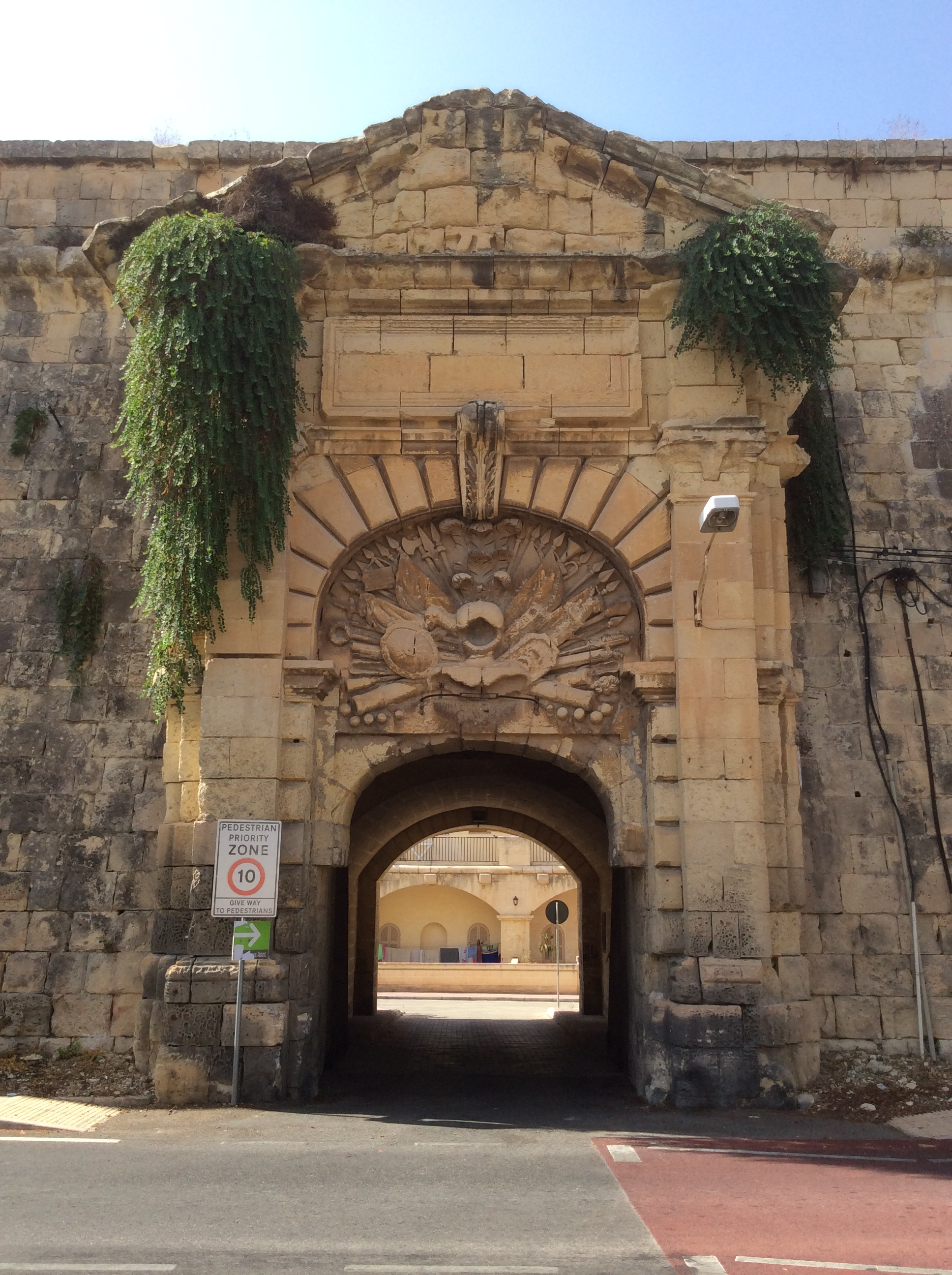
Portão de Verdala
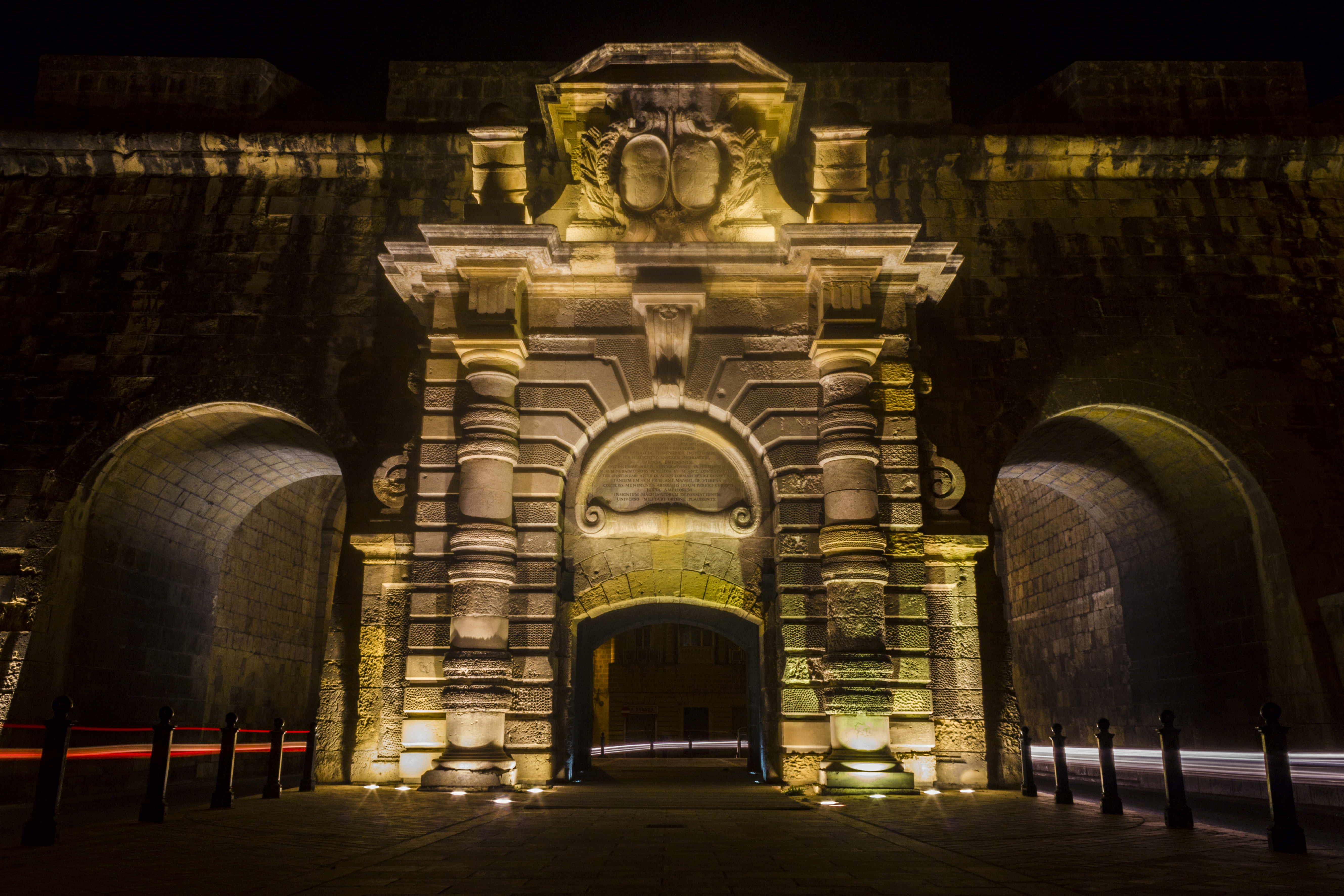
Portão de Santa Helena

## Demografia
O primeiro Censo registrado das ilhas maltesas ocorreu em 1901. Cospicua (listada como Bormla nos documentos daquele Censo) foi mostrada como tendo uma população de 12.148 pessoas. Esse número permaneceu relativamente estável até 1931 mas, em 1948, havia sido reduzido drasticamente para 4.822, especialmente pela Segunda Guerra Mundial, onde a cidade foi fortemente atacada no chamado Cerco de Malta. Depois de subir para 9.095 em 1957 e 9.123 em 1967, a população da cidade voltou a cair nas três pesquisas seguintes. Uma estimativa de março de 2011 deu a população de Cospicua como sendo de 5.658. A estimativa era de 5.479 habitantes em março de 2013, e 5,395 em Março de 2014.

## Governo
O Conselho Local de Cospicua foi estabelecido pela Lei dos Conselhos Locais de 1993. A primeira eleição foi realizada em 16 de abril de 1994, com Joseph Carbonaro sendo eleito prefeito. Após as eleições de 2000, Paul Muscat tornou-se prefeito, sendo sucedido por Joseph Scerri em 2003. Scerri permaneceu no cargo por 10 anos, antes de ser sucedido por Alison Zerafa Civelli, do Partido Trabalhista, a atual prefeita, após as eleições de 2013. Ela é irmã de Lydia Abela, esposa do primeiro-ministro de Malta Robert Abela.

## Pessoas Notáveis
- Karmenu Mifsud Bonnici (1933) - ex-líder do Partido Trabalhista e ex-Primeiro-Ministro de Malta entre 1984 e 1987;[17]
- Ugo Mifsud Bonnici (1932) - ex-ministro e ex-Presidente de Malta entre 1994 e 1999, pelo Partido Nacionalista);[18]
- Anton B. Dougall (1952) - chef de cozinha, escritor e personalidade de TV;
- Dom Mintoff (1916 - 2012) - ex-líder do Partido Trabalhista entre 1949 e 1984 e ex-Primeiro-Ministro de Malta por duas oportunidades: de 1955 a 1958, quando a ilha era ainda uma colônia britânica e, depois da independência, entre 1971 e 1984;[19] and
- Erin Serracino Inglott (1904 - 1983) - linguísta e escritor,[20] teve uma escola da cidade batizada em sua homenagem;[21]
- Gianni Vella (1885 - 1977) - artista plástico, famoso por suas muitas obras religiosas que podem ser encontradas em várias igrejas maltesas, além de algumas obras seculares[22].